# Pico Berrubia
El Pico Berrubia está situado cerca de Les Escobadielles, dentro del concejo asturiano de Oviedo.
Se trata de un lugar en el que se encuentran grabados y representaciones de arte rupestre de diferentes épocas.
Está protegido bajo la denominación de Bien de Interés Cultural.
- Datos: Q5575590